# Susie Porter

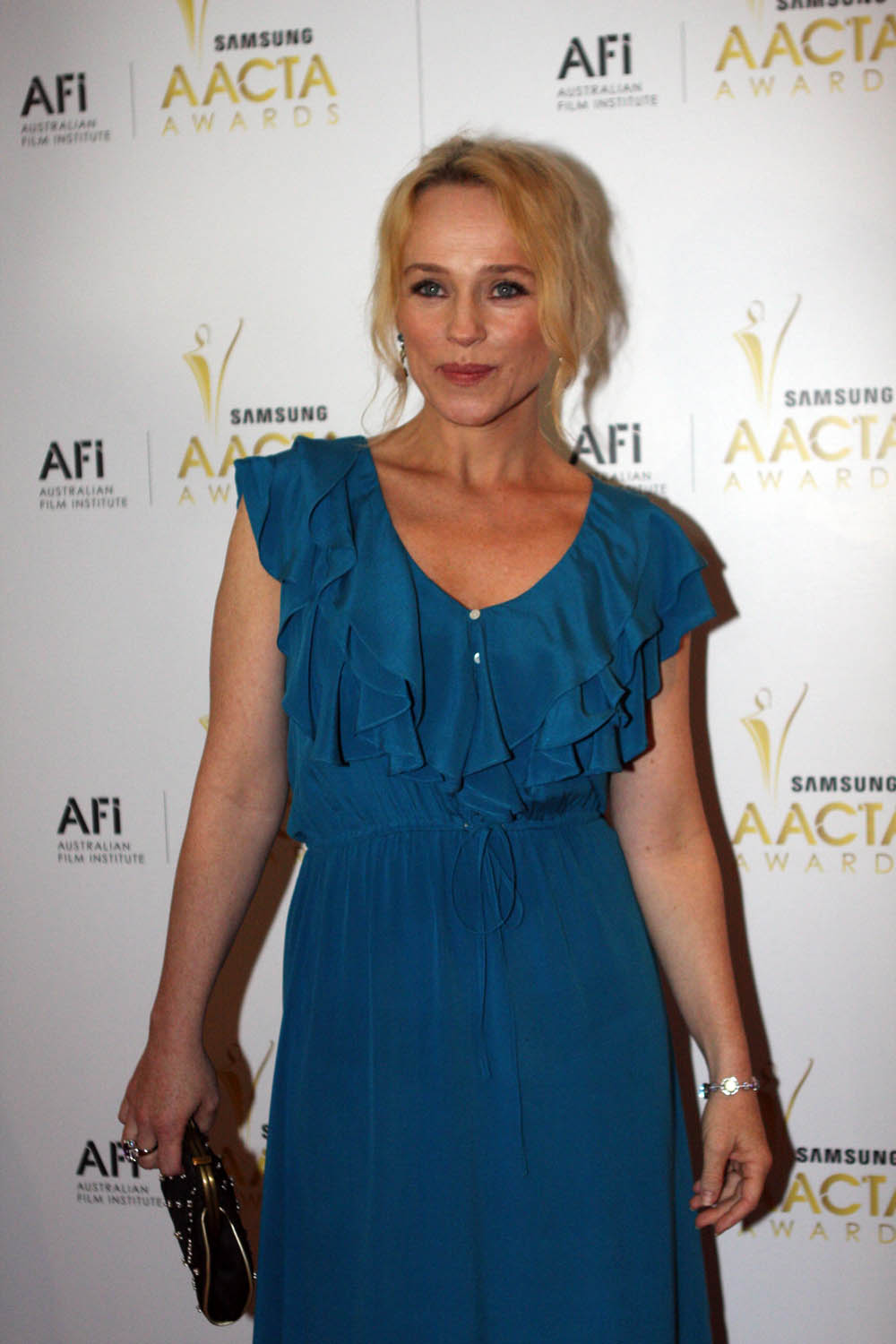
Susie Porter

Susie Porter (* 1971 in Newcastle) ist eine australische Filmschauspielerin.

## Leben
Susie Porter schloss 1995 ihr Schauspielstudium am National Institute of Dramatic Art in Sydney ab. Seit 1996 spielt sie in australischen Film- und Fernsehproduktionen. 2000 spielte sie in The Monkey’s Mask und der Komödie Better Than Sex.
2006 wurde sie als beste Serien-Hauptdarstellerin für RAN: Remote Area Nurse und als beste Nebendarstellerin für Caterpillar Wish je mit einem AFI-Award ausgezeichnet. Ab 2007 spielte sie als „Inspector Patricia Wright“ in der Krimiserie East West 101.
2016 spielte sie „Maggie Maloney“ im Thriller Hounds of Love und 2017 „Kay“ im Horrorfilm Cargo. Ab 2018 war sie in der Serie Wentworth zu sehen.

## Filmografie (Auswahl)
- 1996: Idiot Box
- 1997: Welcome to Woop Woop
- 1997: Paradise Road
- 1999: Feeling Sexy
- 1999: Two Hands
- 2000: The Monkey’s Mask
- 2000: Better Than Sex
- 2000: Bootmen
- 2001: Mullet
- 2002: Teesh and Trude
- 2005: Little Fish
- 2006: RAN: Remote Area Nurse (Miniserie, 6 Folgen)
- 2006: Caterpillar Wish
- 2008–2009: East of Everything (Fernsehserie, 13 Folgen)
- 2009–2011: The Jesters (Fernsehserie, 16 Folgen)
- 2010: Sisters of War
- 2012: Dangerous Remedy
- 2012–2014: Puberty Blues (Fernsehserie, 17 Folgen)
- 2007–2011: East West 101 (Fernsehserie, 20 Folgen)
- 2016: Hounds of Love
- 2017: Cargo
- 2017: Don’t Tell
- 2018: The Second
- 2018–2021: Wentworth (Fernsehserie, 38 Folgen)
- 2022: Gold – Im Rausch der Gier
- 2023: Mercy Road
- 2023: No Escape (Fernsehserie, 7 Folgen)
- 2023: The Artful Dodger (Fernsehserie, 7 Folgen)
- 2024: In the Room Where He Waits
- 2025: Apple Cider Vinegar (Fernsehserie)